# Cozuelos de Fuentidueña
Cozuelos de Fuentidueña település Spanyolországban, Segovia tartományban. Cozuelos de Fuentidueña Perosillo, Olombrada, Fuentesaúco de Fuentidueña, Fuentepiñel, Torrecilla del Pinar és Adrados községekkel határos. Lakosainak száma 105 fő (2024).

## Népesség
A település népessége az elmúlt években az alábbi módon változott:
| Lakosok száma | 186  | 168  | 159  | 153  | 152  | 136  | 131  | 131  | 117  | 105  |
|               | 2001 | 2004 | 2007 | 2009 | 2012 | 2014 | 2017 | 2019 | 2022 | 2024 |